# The Final Page
《The Final Page》是喜剧《老爸老妈的浪漫史 (第八季)》的一个特别集，由两个部分组成无广告40分钟左右的一集，但在计算中仍然被分为两集计算（分别是第11集和第12集，在全剧中则是第171集和第172集）。

## 剧情

### 上
马修成功的将巴尼禁言，这是近年来巴尼第一次被禁言，之前大家各种被巴尼禁言于是大家决定好好虐一回巴尼，泰德将大楼竣工的邀请函发给否认自己的大学教授Vinick，结果对方回帖表示不认识泰德，于是泰德决定去母校找他，马修和莉莉也跟去看看母校而巴尼为了解禁言也跟去，在找到Vinick教授后他对泰德的大楼给出了当年一样的否定最终泰德意识到不应该纠结这个要走出来，另一方面罗宾也意识到炒掉Patrice是不对的选择，而巴尼通过结婚戒指让泰德解禁并告诉泰德自己打算向Patrice求婚，并要求泰德保密。

### 下
GNB大厦在当晚要举行落成典礼，泰德没有说出巴尼求婚的事而是请罗宾去当自己的伴儿，Mickey将照顾马文使得马修和莉莉有时间爽一晚，两人打算提前离开泰德的落成典礼。在找了马修谈话马修表示泰德如果喜欢罗宾不要说出订婚的事自私一次，但是泰德还是告诉罗宾。另一方面第一次离开孩子的马修和莉莉一直无法淡定，得知订婚后罗宾仍然决定去落成典礼，但是泰德还是不罗宾送到了环球新闻大楼，原来这一切都是巴尼安排的最后巴尼想罗宾求婚了，而罗宾同意了，另一方面泰德和马修以及莉莉一同参加落成典礼。

## 文化参考
- 埋到家里地下室的坑男这一说法来自沉默的羔羊。
- 巴尼为了让大家解禁言而对口型天命真女的歌Say My Name。
- 巴尼希望马修能解禁言但是马修想到了棒球运动员Frank Viola。
- 马修支持泰德追罗宾用的词“Team Tedward”来自暮光之城系列中支持Edward Cullen和支持Jacob Black所用的词。
- Mickey表示他会带Marvin看绝命毒师。

## 插曲
- Goldspot - If The Hudson Overflows
- Fort Atlantic - Let Your Heart Hold Fast

## 巴尼的博客
第一篇博文巴尼问：“这是一个禁言？”

第二篇博文巴尼更新了泡妞宝典。

## 制作
最初11集和12集并未计划在一起播出，但是受到颶風桑迪导致的停播后决定一起播出。Carter Bays说“我们想让第12集作为圣诞节特别集，但是第11集合第12集感觉像是一个故事的两部分，所以让圣诞节特别集延长成一个小时。”，在计划合并播出前第11集的标题是“The Silence of the Jinx”而第12集的标题是“The Robin”。

## 反响
Donna Bowman在影音俱乐部上给这集A的评价，并称这集“热闹”、“感人”。
Ethan Alter在Television Without Pity给这集C+的评价。
Max Nicholson在IGN上给这集评7.8/10分。
TV Fanatic给这集两个部分均是集5星的评分，满分5星。